# Srinagar (Uttarakhand)
Pour la ville du même nom dans l'État du Jammu-et-Cachemire, voir Srinagar.

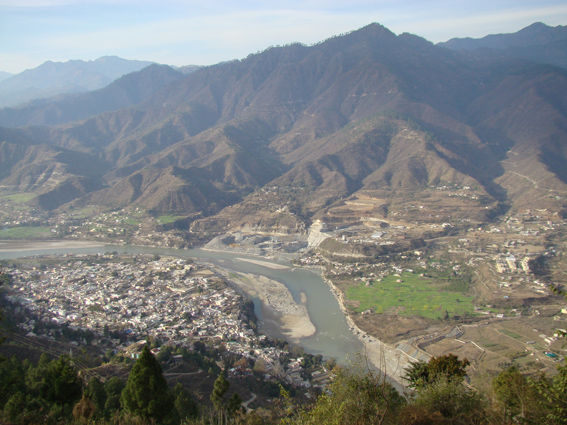
Srinagar vue depuis les collines méridionales.

Srinagar (en hindi श्रीनगर) est une ville indienne, la principale du district de Pauri Garhwal, division de Garhwal, dans l'État de l'Uttarakhand.
Srinagar est située sur la rive gauche de l'Alaknanda, à 560 mètres d'altitude.
C'est l'ancienne capitale du royaume de Tehrî-Garhwâl.